# Wachtelfrankolin

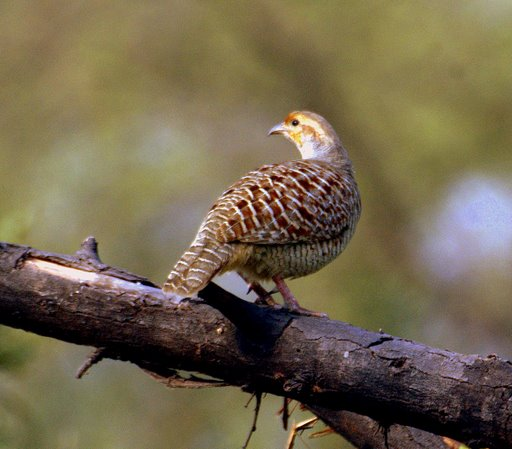
Wachtelfrankolin auf einem Ast

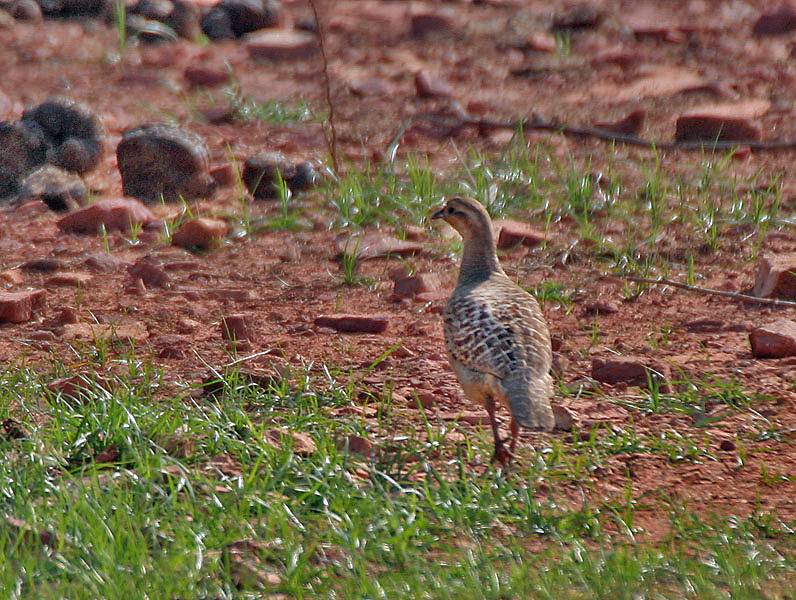
Der Wachtelfrankolin ist eine typische Art der indischen Kulturlandschaft.

Der Wachtelfrankolin (Ortygornis pondicerianus, Syn.: Francolinus pondicerianus) ist eine Hühnervogelart aus der Gattung der Frankoline (seit 2021 aus der Gattung der Ortygornis). Er bewohnt Trockengebiete und dörfliche Kulturlandschaften vom Südosten der Arabischen Halbinsel ostwärts über den Indischen Subkontinent südlich des Himalaya bis nach Bangladesch. Mit ihrem auffälligen Ruf ist die Art einer der charakteristischsten Bewohner der indischen Trockenlandschaften.

## Beschreibung
Der Wachtelfrankolin ist mit 30–32 cm etwa rebhuhngroß. Das Männchen ist mit einer Flügellänge zwischen 142 und 161 mm und einem Gewicht von 255–340 g deutlich größer als das Weibchen mit einer Flügellänge von 142–146 mm und einem Gewicht von 200–312 g. Vom Gefieder her unterscheiden sich die Geschlechter nicht. Beim Hahn tragen die orangefarbenen Läufe einen Sporn, der beim Weibchen fehlt. Der Schnabel ist schwarz, die Iris braun.
Bei der Nominatform sind Scheitel und Nacken graubraun; Stirn, Überaugenstreif, Kopfseiten, Kinn und Kehle rötlichbeige bis orange. Die Ohrdecken sind braun, die Kehle ist durch ein schmales, dunkles Band umrahmt. Die Unterseite ist cremebeige mit dunkler Bänderung, die an Hals und Brust recht fein, an den Flanken breiter ist. Die graubraune Oberseite zeigt eine weißliche bis beige Bänderung und helle Schaftstriche auf Schultergefieder, Oberflügeldecken und Schirmfedern. Der rötliche Schwanz trägt ein dunkles subterminales Band.
Vögel im Jugendkleid unterscheiden sich von adulten Tieren durch eine weniger intensive Färbung und das Fehlen der dunklen Umrandung an der Kehle.

## Stimme
Der Ruf der Hähne ist eine der charakteristischsten Vogelstimmen der indischen Trocken- und Kulturlandschaften. Er wird von einigen glucksenden Lauten eingeleitet und besteht aus auffälligen Rufreihen, die mit ka-ti-tar … ka-ti-tar … ka-ti-tar beschrieben werden können. Von der Henne sind ein hohes, aufsteigendes sie sie sie oder tie-tie-tie sowie eine schwächere Variante des Rufs der Hähne zu vernehmen, welche oft mit diesen duettierend vorgebracht wird. Der Alarmruf ist ein hohes und erregtes kirr-kirr.

## Verbreitung und Bestand
Das Verbreitungsgebiet des Wachtelfrankolins reicht vom Südosten der Arabischen Halbinsel über den südlichen Iran bis Belutschistan mit einem Nachweis im Südosten Afghanistans durch das Tiefland Pakistans. Auf dem Indischen Subkontinent reicht die Verbreitung südlich des Himalayas ostwärts bis Bangladesch und – die westlichen Küstenregionen auslassend – südwärts bis in den Norden von Sri Lanka. Ob die Populationen in den Vereinigten Arabischen Emiraten, Bahrain, Katar, Ost-Saudi-Arabien und im Norden Omans autochthon sind, ist fraglich. Auf zahlreichen Inseln des Indischen Ozeans wurde die Art eingeführt. So auf den Seychellen, auf Mauritius, Réunion und Rodrigues. Auf Diego Garcia und den Andamanen ist die Art mittlerweile wieder verschwunden. Weitere Einbürgerungen gab es auf Hawaii und im Südwesten der USA.
Die Art ist lokal häufig, geht aber in Gegenden, in denen sie verstärkt bejagt wird und in denen massiv Pestizide in der Landwirtschaft eingesetzt werden, im Bestand zurück. Gebiete mit extensiver Landwirtschaft nimmt die Art gerne an. Sie konnte sich beispielsweise im Norden Omans durch Wüstenbewässerungen stark ausbreiten, so dass sie seit den 1980er Jahren auch in den umliegenden Staaten brütet. Der Bestand in den Vereinigten Arabischen Emiraten wurde 1996 auf 5.000–10.000 Brutpaare geschätzt.

## Geografische Variation
Die geografische Variation ist recht ausgeprägt. Während die Nominatform insgesamt verhältnismäßig dunkel ist und eine rötlichbeige bis orange Gesichtspartie aufweist, ist die Unterart O. p. mecranensis insgesamt sehr blass und zeigt eine beige Gesichts- und eine weißliche Kehlregion. Die Unterart O. p. interpositus vermittelt dazwischen. Vor allem die Oberseite ist blasser als die der Nominatform und die Kehlmitte ist weißlich. Die beschriebenen Unterarten O. p. prepositus, paganus und titar werden heute nicht mehr anerkannt und O. p. interpositus zugerechnet. O. p. ceylonensis wird der Nominatform zugerechnet.
- O. p. mecranensis Zarudny & Härms, 1913 – südöstlicher Iran, Oman und südliches Pakistan
- O. p. interpositus Hartert, 1917 – vom Osten Sindhs in Pakistan und von Nepal bis ins nordöstliche Indien
- O. p. pondicerianus (Gmelin, 1789) – südliches Indien und nordwestliche Küstenregion Sri Lankas

## Lebensweise
Der Lebensraum des Wachtelfrankolins sind trockenes Buschland aus Xerophyten, Halbwüsten, offene Grassteppen und dörfliche Kulturlandschaft. Im Bergland fehlt die Art. Man trifft die Art paarweise oder in kleinen Verbänden von 4–8 Vögeln an, die häufig auf staubigen Wegen und auf offenen Flächen im Gesträuch ihre Nahrung suchen. Die Aktivitätszeiten liegen vor allem in den Morgen- und Abendstunden. Oft werden bevorzugte Wasserstellen aufgesucht, die Art ist aber auch in der Lage, in sehr trockenen Gebieten genug Flüssigkeit über den Morgentau aufzunehmen. Aufgestörte Verbände zerstreuen sich laufend in verschiedene Richtungen und suchen die Deckung von Büschen, nur selten fliegen die Vögel auf.
Zum Brutgeschäft, das ganzjährig, aber vor allem zwischen April und September erfolgt, trennen sich die Paare vom Verband ab. Die Art lebt monogam. Das Nest besteht aus einer flachen, geringfügig mit Halmen und Blättern ausgekleideten Mulde, die gut verborgen unter einem Strauch liegt. Das Gelege besteht aus 6–9 länglich ovalen, cremeweißen bis bräunlich beigen Eiern von 34,5 × 26 mm Größe. Die Brutdauer liegt zwischen 18 und 19 Tagen.